# Сангой, Гастон
Гастон Максимилиано Сангой (исп. Gastón Maximiliano Sangoy; родился 5 октября 1984, Парана) — аргентинский футболист, нападающий.

## Биография
Гастон Сангой родился 5 октября 1984 года в городе Парана. Помимо Гастона, в семье было ещё двое братьев, но они были старше Гастона. В футбол Сангой начал играть в возрасте пяти лет, в небольшом клубе «Архентинос Хуниорс» из провинции Энтре-Риос, на северо-востоке Аргентины. В 1999 году, в возрасте 15 лет, Гастон попал в юношеский состав знаменитого «Бока Хуниорса».
В августе 2004 года, 19-летний Сангой был отдан в аренду нидерландскому «Аяксу» из Амстердама, срок аренды был рассчитан на один год. Селекционеры «Аякса» заприметили Гастона на молодёжном турнире в нидерландском городе Терборг, на турнире Сангой стал лучшим бомбардиром. В составе молодёжной команде Сангой провёл 11 матчей и забил 3 гола. После окончания аренды руководство «Аякса» не стало подписывать с Гастоном контракт.
В начале августа 2006 года, Гастон перешёл в колумбийский «Мильонариос», но Сангой, из-за того, что не получал игрового времени, в декабре решил покинуть клуб. В конце декабря 2006 года Сангой отправился в Израиль на просмотр в «Маккаби» из Тель-Авива, но израильский клуб отказался от Гастона, так, по их мнению, у футболиста были проблемы с лишним весом. После неудачи с «Маккаби», Гастон смог трудоустроиться в другом израильском клубе «Хапоэле» из Ашкелона.
В составе «Хапоэля» за четыре месяца Сангой провёл 15 матчей и забил 2 мяча, а его клуб по итогам сезона вылетел из Лиги Леумит в Лигу Артезит, который является третьим по силе дивизионом в Израиле. Но Сангою удалось поучаствовать в финальном матче Кубка Израиля против «Хапоэля» из Тель-Авива. В основное время команды сыграли вничью 1:1, а в серии пенальти игроки из Тель-Авива выиграли со счётом 6:5. Затем Гастон в качестве свободного агента перешёл в кипрский «Аполлон».
В январе 2009 года Сангой мог перейти в один из клубов английской Премьер-лиге, среди которых был «Портсмут», «Бирмингем» и «Вулверхэмптон», но запрашиваемая цена в 3 млн евро никого не устроила. В апреле 2010 было объявлено о переходе Сангоя в хихонский «Спортинг». Сумма трансфера составила €1 миллион с возможностью футболиста покинуть клуб за €20 миллионов.